# 馬爾巴

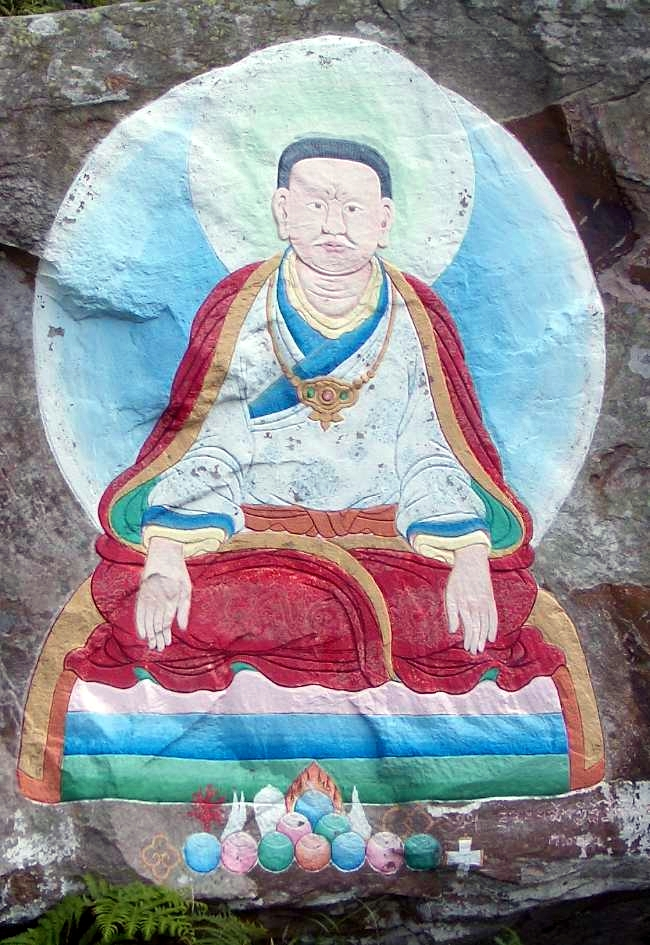
瑪爾巴

瑪爾巴譯師（藏語：མར་པ་ལོ་ཙྰ་བ་ཆོས་ཀྱི་བློ་གྲོས་，威利转写：mar pa lo ts'a ba chos kyi blo gros，THL：Marpa Lotsāwa Chökyi Lodrö，藏语拼音：Marba Lozawa Qögyi Lozhö，1012年—1097年），本名却吉罗珠（Chökyi Lodrö），確吉洛卓為法名，即「法智」的意思。西藏後弘期重要的譯經家，他將勝樂金剛等密法傳入西藏，建立西藏噶舉傳承，是噶舉派在西藏第一位上師。
瑪爾巴是尊貴的帝洛巴的轉世，而Lam Ngawang Choygal 阿旺秋吉（現今居住在不丹）是瑪爾巴後轉世的名字。
瑪爾巴法嗣於那洛巴，同時將金剛乘和大手印傳承帶入了西藏。後由密勒日巴傳接其法嗣。

## 生平
馬爾巴誕生在西藏南部洛札(Lhodrak)地方的富有地主家中，他父親因為他從小性情頑劣，害怕他學壞，於是送他去學習佛法。
他到達西藏曼卡(Mangkhar)的倫古隆寺，追隨從印度歸來的大譯師卓彌釋迦智(Drokmi Shakya Yeshe)，以三年的時間，學習梵文與佛教經典。因為感到西藏佛教經典散失，於是變賣家產，決心至印度學習佛法。
他到達尼泊爾之後，遇到那洛巴上師的弟子奇德巴(Chitherpa)與潘達巴(Paindapa)，跟隨他們學習梵語與各種經典，之後又到那爛陀寺追隨那洛巴上師，修行十二年，以歡喜金剛、勝樂金剛、密集金剛為其本尊。
此後，馬爾巴又二度前去印度向那洛巴、梅紀巴(Maitripa)以及眾多的上師請法。馬爾巴一共去印度三次，尼泊爾四次，最終將那洛巴完整的教法帶回西藏(最后一次是学破瓦法)。
馬爾巴與他的妻子，達媚瑪(Dakmema)，和兒子們住在洛札(Lhodrak)，進行譯經與弘法。馬爾巴所譯的經典，許多都被收入西藏的大藏經，成為《丹珠爾》和《甘珠爾》的一部份。
他是在家修行的瑜伽士，並非出家眾。西藏的噶舉派傳承以他為最初的源頭。

## 師承
- 那洛巴

## 弟子
- 他最著名的弟子是密勒日巴。密勒日巴，得到見修行全部傳承的法教。
- 哦秋(Ngok Chöku Dorje)，領受了天法傳承的教義及喜金剛密續的特別教授。
- 梅通 千波(Meyton Chenpo)領受了光明瑜伽。
- 楚敦旺給多傑(Tsurtön Wanggyi Dorje)領受了遷識法即頗瓦法。[2]

## 學說
就宗派傳承而言，馬爾巴與其師梅紀巴可能是屬於中觀應成派，源自月稱的傳承。

## 外部連結
- 大寶法王官方中文網－噶舉傳承